# Ruth Díaz
Ruth Díaz Muriedas (Reinosa, Cantabria, 25 de enero de 1975) es una actriz española de cine, teatro y televisión.

## Biografía
Comenzó en un grupo aficionado, Corocotta Teatro. Llegó a Madrid con una representación de Fortunata y Jacinta en el Teatro Español y se quedó. Ha estudiado en la Escuela de Arte Dramático. Se licencia por la RESAD en la especialidad de interpretación. Ha cursado estudios con Juan Carlos Corazza y con Fernando Piernas entre otros. También ha realizado estudios de técnica vocal expresiva con Beatriz Pardo.
En 2013 se lanza a la dirección, siendo Porsiemprejamón su ópera prima como guionista y directora. Se trata de un cortometraje que ha recibido numerosos premios, entre ellos dos premios Valdearenas en el festival Piélagos en Corto 2014.

## Filmografía
|      | Película                   | Personaje           | Director                   |
| ---- | -------------------------- | ------------------- | -------------------------- |
| 2022 | 13 exorcismos              | Carmen              | Jacobo Martínez            |
| 2020 | Un mundo normal            | Julia               | Achero Mañas               |
| 2020 | Hogar                      | Marga               | David Pastor y Álex Pastor |
| 2019 | Adiós                      | Eli                 | Paco Cabezas               |
| 2019 | Sordo                      | Elvira              | Alfonso Cortés-Cavanillas  |
| 2018 | Bajo la piel del lobo      | Pascuala            | Samu Fuentes               |
| 2018 | Vitoria, 3 de marzo        | Ana                 | Víctor Cabaco              |
| 2017 | Pasaje al amanecer         | Candela             |                            |
| 2016 | Tarde para la ira          | Ana                 | Raúl Arévalo               |
| 2013 | Ciudad Delirio             | Begoña              | Chus Gutiérrez             |
| 2012 | Los días no vividos        | Teresa              | Alfonso Cortés Cavanillas  |
| 2011 | Nos veremos en el infierno | Begoña              | Martin Garrido             |
| 2008 | Aparecidos                 | Malena              | Paco Cabezas               |
| 2006 | El ciclo Dreyer            | Julia               | Álvaro del Amo             |
| 2006 | Locos por el sexo          | Angélica            | Javier Rebollo             |
| 2006 | Para entrar a vivir        | Chica del baño      | Jaume Balagueró            |
| 2005 | El Calentito               | Carmen              | Chus Gutiérrez             |
| 2001 | Marujas asesinas           | La chica del tiempo | Javier Rebollo             |

### Series
| Año       | Serie                               | Personaje         | Productora               |
| --------- | ----------------------------------- | ----------------- | ------------------------ |
| 2024      | Ni una más                          | Verónica "Vero"   | DLO producciones         |
| 2021      | Besos al aire                       | Mujer de Iván     | Alea Media               |
| 2019-2023 | El pueblo                           | Laura Gascón      | Contubernio              |
| 2018      | Vis a vis                           | Mercedes Carrillo | Globomedia               |
| 2017      | Si fueras tú                        | Carmen Valle      | Atomis Media (Web serie) |
| 2014      | Cuéntame un cuento: Blancanieves    | Sonia             | Cuatro Cabezas           |
| 2012      | Cuéntame cómo pasó                  | Eloína            | Grupo Ganga              |
| 2010      | Los misterios de Laura              | Eva Montánchez    | Boomerang TV             |
| 2009      | Hospital Central                    | Reyes             | Videomedia               |
| 2009      | Amar en tiempos revueltos           | Elena             | Diagonal TV              |
| 2007      | MIR                                 | Nuria Roche       | Videomedia               |
| 2006      | Hospital Central                    | Nuria Roche       | Videomedia               |
| 2004      | Maneras de sobrevivir               | Ana               | Telespan                 |
| 2003      | Hospital Central                    | Emma              | Videomedia               |
| 2001      | Abogados                            | Mónica            | -                        |
| 2001      | Al salir de clase                   | Rosita            | Boca a boca              |
| 2000      | Policías, en el corazón de la calle | Pili              | Globomedia               |
| 1999      | El comisario                        | -                 | Boca a boca              |

### Teatro
- The guarry men show. Dir. Pau Roca. 2011
- El lado oeste del Golden Gate. Dir. Pablo Iglesias Simón. 2010
- Ojos bonitos, cuadros feos. Dir. Ramón Ballesteros. 2005
- Icecream. Dir. Darío Facal. 2005
- Las mariposas son libres. Personaje: Raquel. Dtor: Ramón Ballesteros. 2004
- Morfología de la soledad. Protagonista. Dtor: Darío Facal. Sala Pradillo. 2003
- Caricias. Sergi Belbel. Dtor: Indalecio Corugedo. Sala Ensayo100. 2002
- Fedra's love, de Sarah Kane. Dir. Carlos Marchena. Personaje: Estrofa. Sala Pradillo, Madrid. Ciclo autora. 2002
- Libreto Moro, de Ángel Martos. Dir. Ángel Velasco. Personaje: María el 6. Teatro RESAD, Madrid. 2002
- Los dos amigos de Verona. Dir. Carlos Marchena. Personaje: Silvia. 2001
- Huecos, de Julián Quintanilla. Maratón de Teatro joven celebrado en el Teatro Bellas Artes. Dir. Carlos Aladro. 2001
- Madame de Sade de Yukio Mishima. Personaje: Renée. Sala García Lorca, RESAD. 2001
- Limpios. de Sarah Kane. Dir. Pablo Iglesias. Personaje: Grace. Sala García Lorca, RESAD. 2000
- Frente a frente. Dir. Fermín Cabal. Compañía de Pedro Osinaga, Teatro Reina Victoria de Madrid. 2000
- La importancia de llamarse Ernesto, de Oscar Wilde. Dir. Charo Amador. Sala Pradillo. Personaje: Cecily. 1999
- Santiago de Cuba y cierra España. Escrita y dirigida por Ernesto Caballero. Teatro de La Abadía. 1999
- Segunda mano. dir. Ernesto Caballero, texto Dulce Chacón. Sala Triángulo, Madrid. 1999
- El sastre del Rey. Ernesto Caballero. Lectura dramatizada. Dir. Eduardo Vasco. Teatro Bellas Artes. 1998
- La noche de los asesinos de José Triana. Dir. Juan Carlos Ariza Teatro La Galera, Alcalá de Henares. 1998
- Valle Esperpento. Montaje colectivo de sala sobre la obra de Valle Inclán. Dir. Ernesto Caballero. Personaje: La Lunares. 1998
- Bertholdmanía. Montaje sobre la obra de Bertolt Brecht. Dir. Ernesto Caballero. Sala García Lorca, RESAD. 1997
- Fortunata y Jacinta. Dir. Juan Carlos Pérez de la Fuente. Teatro Español. 1993

## Premios y nominaciones
Festival Internacional de Cine de Venecia
| Año  | Categoría                | Película          | Resultado |
| ---- | ------------------------ | ----------------- | --------- |
| 2016 | Orizzonti - Mejor actriz | tarde para la ira | Ganadora  |

Medallas del Círculo de Escritores Cinematográficos
| Año  | Categoría               | Película          | Resultado |
| ---- | ----------------------- | ----------------- | --------- |
| 2016 | Mejor actriz secundaria | Tarde para la ira | Ganadora  |

Premios de la Unión de Actores
| Año  | Categoría               | Película     | Resultado |
| ---- | ----------------------- | ------------ | --------- |
| 2005 | Mejor actriz revelación | El Calentito | Candidata |

Otros premios
1999
- Premio Mejor actriz en Festival Europeo de Molière de Teatro de Versalles por Tartufo[4]

2006
- Premio a la actriz revelación en Sotocine (Muestra de cortos y largos de Cantabria) por El Calentito (2005).

2009
- Nominación a la Mejor actriz en Festival Villamayor de Santiago por 0,8 Miligramos.[5]

2014
- Premio a Mejor actriz por cortometraje Porsiemprejamón en Festival de cine Piélagos en corto

2015
- Trofeo Alcine a la Mejor interpretación femenina en el Festival de Cine de Alcalá de Henares por Mañana no es otro día[6]

2016
- Premio a Mejor actriz por cortometraje en el Avilés Acción Film Festival por Mañana no es otro día[7]
- Premio a la Mejor actriz en el Certamen Opera Prima de la XV edición del Festival Internacional de Cine de Almería 2016 por Tarde para la ira[8]